# Elecciones presidenciales de Estados Unidos de 2024 en Arizona
Las elecciones presidenciales de Estados Unidos de 2024 en Arizona se llevaron a cabo el 5 de noviembre de 2024, como parte de las elecciones presidenciales de Estados Unidos de 2024. Los votantes de Arizona eligieron a los 11 electores que los representarían en el Colegio Electoral mediante votación popular.
Arizona se consideraba un estado clave en 2024. Esta carrera se consideraba un empate dada la inclinación partidista casi uniforme del estado. Anteriormente, un estado moderadamente rojo en el suroeste estadounidense, Trump ganó Arizona en 2016 por un 3,5%, una caída importante en el margen de victoria republicana en el tradicional bastión del Partido Republicano en comparación con ciclos anteriores, a pesar de un año en general más favorable para los republicanos que las dos elecciones presidenciales anteriores. Biden ganó por un estrecho margen en Arizona en 2020 por un 0,3%.
Finalmente, Trump ganó el estado con más del 52%, aumentando su caudal de votos en un 6,5% en comparación con el 2020.

## Resultados

### Generales
| Partido                            | Partido       | Candidato       | Votos     | %     |
| ---------------------------------- | ------------- | --------------- | --------- | ----- |
|                                    | Republicano   | Donald J. Trump | 1,770,242 | 52.22 |
|                                    | Demócrata     | Kamala Harris   | 1,582,860 | 46.70 |
|                                    | Verde         | Jill Stein      | 18,319    | 0.54  |
|                                    | Libertario    | Chase Oliver    | 17,898    | 0.53  |
| Escritos                           |               |                 |           |       |
|                                    |               |                 |           |       |
| Total                              | Total         | Total           | 3,389,319 | 100   |
| Participación                      | Participación | Participación   | 3,429,637 | 78.52 |
| Registrados                        | Registrados   | Registrados     | 4,367,593 |       |
|                                    |               |                 |           |       |
| Fuente: Arizona Secretary of State |               |                 |           |       |

### Por condado
|            | Trump Republicano | Trump Republicano | Harris Demócrata | Harris Demócrata | Total     | Margen  | Margen |
| Condado    | Votos             | %                 | Votos            | %                | Total     | Votos   | %      |
| ---------- | ----------------- | ----------------- | ---------------- | ---------------- | --------- | ------- | ------ |
| Apache     | 12,795            | 39.86             | 18,872           | 58.79            | 32,101    | -6,077  | -18.93 |
| Cochise    | 35,936            | 60.77             | 22,296           | 37.70            | 59,135    | 13,640  | 23.07  |
| Coconino   | 27,576            | 39.36             | 41,504           | 59.23            | 70,067    | -13,928 | -19.87 |
| Gila       | 18,901            | 68.36             | 8,504            | 30.76            | 27,648    | 10,397  | 37.60  |
| Graham     | 11,177            | 73.46             | 3,867            | 25.42            | 15,215    | 7,310   | 48.04  |
| Greenlee   | 2,308             | 69.60             | 954              | 28.77            | 3,316     | 1,354   | 40.83  |
| La Paz     | 5,470             | 71.57             | 2,101            | 27.49            | 7,643     | 3,369   | 44.08  |
| Maricopa   | 1,051,531         | 51.19             | 980,016          | 47.71            | 2,053,945 | 71,515  | 3.48   |
| Mohave     | 85,683            | 77.58             | 24,081           | 21.80            | 110,450   | 61,602  | 55.78  |
| Navajo     | 29,480            | 58.14             | 20,754           | 40.93            | 50,706    | 8,726   | 17.21  |
| Pima       | 214,669           | 41.68             | 292,450          | 56.78            | 515.027   | -77,781 | -15.10 |
| Pinal      | 126,926           | 60.57             | 80,656           | 38.49            | 209,552   | 46,270  | 22.08  |
| Santa Cruz | 7,699             | 40.17             | 11,265           | 58.77            | 19,167    | -3,566  | -18.60 |
| Yavapai    | 99,346            | 66.48             | 48,717           | 32.60            | 149,428   | 50,629  | 33.88  |
| Yuma       | 40,745            | 59.63             | 26,823           | 39.25            | 68,335    | 13,922  | 20.38  |

#### Volteados
| Condado  | Ciudad más grande | Pre-elección | Pre-elección | Post-elección | Post-elección | Margen |
| Condado  | Ciudad más grande | Partido      | Partido      | Partido       | Partido       | Margen |
| -------- | ----------------- | ------------ | ------------ | ------------- | ------------- | ------ |
| Maricopa | Phoenix           |              | Demócrata    |               | Republicano   | +3.48  |